# 骨唇項鰭鯰
骨唇項鰭鯰，為輻鰭魚綱鯰形目項鰭鯰科的其中一種，為熱帶淡水魚類，分布於南美洲亞馬遜河下游、托坎廷斯河、拉普拉他河流域，體長可達27公分，棲息在底中層水域，生活習性不明。

## 扩展阅读
維基物種上的相關：骨唇項鰭鯰